# Fox Movietone Follies of 1929
Pour plus de détails, voir Fiche technique et Distribution.
Fox Movietone Follies of 1929 est un film américain, sorti en 1929.

## Fiche technique
- Titre : Fox Movietone Follies of 1929
- Réalisation : David Butler
- Scénario : David Butler et Billy K. Wells
- Producteur : William Fox
- Photographie : Charles Van Enger
- Pays d'origine : États-Unis
- Genre : musical
- Durée : 80 minutes
- Date de sortie : 1929

## Distribution
- John Breeden : George Shelby
- Lola Lane : Lila Beaumont
- DeWitt Jennings : Jay Darrell
- Sharon Lynn : Ann Foster
- Arthur Stone : Al Leaton
- Stepin Fetchit : Swifty
- Warren Hymer : Martin
- Archie Gottler (en) : Régisseur
- Arthur Kay : Chef d'orchestre
- Sue Carol
- Dixie Lee
- Bobby Burns
- David Rollins
- Lita Chevret (non créditée)